# Christina Ager
Christina Ager (* 11. November 1995) ist eine österreichische Skirennläuferin. Sie fährt in allen Disziplinen, wobei ihre Stärken in der Abfahrt und im Super-G liegen, und gehört dem B-Kader des Österreichischen Skiverbandes (ÖSV) an.

## Biografie
Ager stammt aus Söll in Tirol. Ihre ersten FIS-Rennen bestritt sie als 15-Jährige im Dezember 2010. Im August 2011 fuhr sie auf dieser Stufe erstmals unter die besten zehn, während des Sommertrainings in Ushuaia. Bei der Eröffnungsfeier der Olympischen Jugend-Winterspiele 2012 in Innsbruck legte sie den olympischen Eid ab und sorgte mit einem Missgeschick für internationale Schlagzeilen: Sie verhaspelte sich nach dem ersten Satz, worauf ihr spontan der Fluch Scheiße… entfuhr. In den darauf folgenden Rennen gewann sie die Goldmedaille im Teamwettbewerb und die Bronzemedaille im Super-G.
Am 26. November 2012 fuhr Ager in Vemdalen erstmals in einem Europacup-Rennen, die ersten Europacup-Punkte gab es für sie eine Woche später beim Super-G von Kvitfjell. Nachdem sie im Jänner 2013 erstmals ein FIS-Rennen gewonnen hatte, gelang ihr am 4. Februar 2013 ihre bisher beste Europacup-Platzierung (Rang 5 in der Super-Kombination von Sella Nevea). Beim Europäischen Olympischen Winter-Jugendfestival 2013 in Brașov wurde sie Zweite im Slalom und Dritte im Riesenslalom. Am 16. November 2013 hatte sie beim Slalom von Levi ihr Debüt im Weltcup; völlig überraschend belegte sie mit der hohen Startnummer 53 den vierten Platz, nur fünf Hundertstelsekunden hinter der Drittplatzierten Tina Maze. Am 13. Jänner 2014 gewann Ager mit der Super-Kombination in Innerkrems ihr erstes Europacuprennen.
Da sie in ihrer bisher stärksten Disziplin, dem Slalom, allmählich den Anschluss verlor, begann sich Ager zunehmend auf Abfahrt und Super-G zu konzentrieren. Diese Umstellungsphase dauerte rund zwei Jahre. Am 11. März 2016 gewann sie in Saalbach erstmals eine Europacup-Abfahrt. Zwei weitere Abfahrtssiege am selben Ort folgten im Jänner 2017.
In der Weltcupsaison 2016/17 klassierte sie sich in den Abfahrten von Garmisch-Partenkirchen und Jeongseon erstmals seit mehr als zwei Jahren wieder in den Punkterängen. Im Dezember 2017 konnte sie in Lake Louise mit Rang 27 erstmals auch im Super-G punkten. Nach einem 22. Platz in der zweiten Abfahrt auf der Tofana erreichte sie in der Kombination von Lenzerheide Rang 13. Bereits bei einem Sturz im Zielraum des Kombinations-Super-G hatte sie einen Teilriss des Innenbandes im linken Knie sowie eine Knochenprellung erlitten. Damit fiel sie rund einen Monat aus. 2019 wurde sie für die Ski-WM in Åre nominiert. Im Super-G schied sie aus.
Am 26. Januar 2024 gelang Ager überraschend ihr erster Podestplatz. Bei der Abfahrt von Cortina d’Ampezzo belegte sie zeitgleich mit Sofia Goggia und Valérie Grenier den dritten Platz.

## Erfolge

### Weltmeisterschaften
- Åre 2019: 17. Alpine Kombination

### Weltcup
- 7 Platzierungen unter den besten zehn, davon 1 Podestplatz

### Weltcupwertungen
| Saison  | Gesamt | Gesamt | Abfahrt | Abfahrt | Super-G | Super-G | Slalom | Slalom | Kombination | Kombination |
| Saison  | Platz  | Punkte | Platz   | Punkte  | Platz   | Punkte  | Platz  | Punkte | Platz       | Punkte      |
| ------- | ------ | ------ | ------- | ------- | ------- | ------- | ------ | ------ | ----------- | ----------- |
| 2013/14 | 69.    | 66     | –       | –       | –       | –       | 25.    | 66     | –           | –           |
| 2014/15 | 92.    | 19     | –       | –       | –       | –       | 38.    | 19     | –           | –           |
| 2016/17 | 130.   | 3      | 51      | 3       | –       | –       | –      | –      | –           | –           |
| 2017/18 | 86.    | 40     | 44.     | 9       | 53.     | 4       | –      | –      | 20.         | 27          |
| 2018/19 | 49.    | 140    | 29.     | 57      | 30.     | 43      | –      | –      | 6.          | 40          |
| 2020/21 | 117.   | 6      | –       | –       | 49.     | 6       | –      | –      | –           | –           |
| 2022/23 | 55.    | 123    | 25.     | 94      | 37.     | 29      | –      | –      | –           | –           |
| 2023/24 | 36.    | 226    | 18.     | 148     | 24.     | 78      | –      | –      | –           | –           |

### Europacup
- Saison 2013/14: 3. Kombinationswertung
- Saison 2016/17: 3. Abfahrtswertung
- Saison 2017/18: 7. Abfahrtswertung
- Saison 2018/19: 4. Super-G-Wertung
- Saison 2020/21: 4. Abfahrtswertung, 7. Super-G-Wertung
- Saison 2021/22: 3. Gesamtwertung, 1. Super-G-Wertung, 5. Abfahrtswertung
- 22 Podestplätze, davon 10 Siege

| Datum            | Ort        | Land       | Disziplin         |
| ---------------- | ---------- | ---------- | ----------------- |
| 13. Jänner 2014  | Innerkrems | Österreich | Super-Kombination |
| 11. März 2016    | Saalbach   | Österreich | Abfahrt           |
| 10. Jänner 2017  | Saalbach   | Österreich | Abfahrt           |
| 11. Jänner 2017  | Saalbach   | Österreich | Abfahrt           |
| 6. Dezember 2018 | Kvitfjell  | Norwegen   | Super-G           |
| 9. Dezember 2021 | Zinal      | Schweiz    | Super-G           |
| 1. Februar 2023  | Châtel     | Frankreich | Abfahrt           |
| 3. Februar 2023  | Châtel     | Frankreich | Super-G           |
| 7. Februar 2023  | Sarntal    | Italien    | Super-G           |
| 13. Februar 2023 | Bjelašnica | Bosnien    | Super-G           |

### Olympische Jugend-Winterspiele
- Innsbruck 2012: 1. Teamwettbewerb, 3. Super-G, 9. Riesenslalom

### Juniorenweltmeisterschaften
- Hafjell 2015: 5. Kombination, 8. Abfahrt, 11. Super-G, 11. Slalom

### Weitere Erfolge
- Österreichische Staatsmeisterin in der Abfahrt 2016
- 5 Siege in FIS-Rennen
- Europäisches Olympisches Jugendfestival 2013: 2. Slalom, 3. Riesenslalom